# NGC 6297
NGC 6297 este o liner situată în constelația Dragonul. A fost descoperită în 8 iulie 1885 de către Lewis A. Swift.